# Villanova Canavese
Pour les articles homonymes, voir Canavese.
Villanova Canavese (en français Villeneuve-en-Canavais) est une commune italienne d'environ 1 100 habitants, située dans la ville métropolitaine de Turin, dans la région Piémont, dans le nord-ouest de l'Italie.

## Histoire
Les premières informations que l'on possède sur le village de Villanova Canavese remontent au début du XIIe siècle (1133).

## Administration
| Période                                  | Période  | Identité      | Étiquette | Qualité |
| ---------------------------------------- | -------- | ------------- | --------- | ------- |
| 14 juin 2004                             | En cours | Luigi Cuberli | civica    |         |
| Les données manquantes sont à compléter. |          |               |           |         |

### Communes limitrophes
Mathi, Nole, Grosso, Cafasse, Fiano